# Særlig Støtte og Rekognoscering
Hjemmeværnets Særlig Støtte og Rekognosceringskompagni (forkortet SSR) er et særligt hjemmeværnskompagni med speciale i fjernopklarings- og patruljeenhed. Enheden er et særligt hjemmeværnskompagni, direkte underlagt Landsdelsregion Øst, i modsætning til de andre hjemmeværnsenheder der er underlagt et distrikt.
SSR har siden 2020 haft til huse på Flyvestation Skalstrup.
Enheden er specialiseret i at indhente informationer af taktisk karakter, ved uset at indsætte et antal patruljer over stor afstand og i længere tid i et ikke-venligtsindet operationsområde.
Hjemmeværnets Særlig Støtte og Rekognosceringskompagni (SSR) er specialuddannet i indhentning af informationer under vanskelige taktiske forhold og støtter løsningen af Forsvarets nationale og internationale opgaver. Som Hjemmeværnets nationale specialstyrke skal SSR bl.a. kunne støtte Forsvarets specialoperationsstyrker med patruljer og stabspersonel - også internationalt. Det stiller store krav til den enkelte soldat.
SSR's særlige status ses blandt andet ved at SSR, som den eneste danske militære enhed, har et baretmærke af stof, hvor alle andre enheder har et metalmærke. SSR er også de eneste der har deres eget kompagnimærke, da de normale hjemmeværnskompagnier bærer et værnsmærke eller deres landsdelsregions mærke.

## Internationale bidrag
SSR leverede de første frivillige fra Hjemmeværnet der deltog i internationale operationer, og leverer jævnligt instruktører og soldater til Forsvarets internationale operationer.
- Mali, 2019, uddannelse af malisisk nationalgardes antiterrorkorps FORSAT
- Afghanistan
- Irak, 2006, Protection Teams

## Historie
Enheden hed frem til 31. december 2006 Patruljekompagniet ved Hærens Operative Kommando (i daglig tale kaldt Patruljekompagniet). SSR kan spore sit ophav tilbage til Hjemmeværnets Specielle Efterretningspatruljer (SEP), der blev oprettet i 1959, og 50 året blev markeret i 2009, blandt andet med en lykønskning fra Forsvarschefen. I 2017 blev enheden organisatorisk flyttet til at være direkte underlagt Landsdelsregion Øst, mod tidligere at være underlagt Hjemmeværnsdistrikt Nordsjælland.
Tidligere var der også opstillet et patruljekompagni under Danske Division som blev uddannet ved Dronningens Livregiment, som stod til rådighed som en reserveenhed.
I Hjemmeværet anvendes til tider betegnelsen "patruljekompagni" af historiske årsager om hjemmeværnskompagnier (underafdelinger), der har en patruljedeling underlagt. Rettelig er navnet i Hjemmeværnet for en "patruljeindsatsdeling", men betegnelsen patruljekompagni eller patruljeindsatskompagni anvendes også. Disse lokale hjemmeværnspatruljer har en begrænset kapacitet, der ikke kan sammenlignes med den fjernopklaringskapacitet, som man finder ved de to ovennævnte patruljekompagnier.

## Eksterne kilder
- SSR informationshjemmeside
- Hjemmeværnets Særlig Støtte og Rekognoscering (SSR)
- Jægerkorpset: SSR leverer varen
- SSR facebook (officiel side)
- Chefen for Specialoperationskommandoen: Meld dig til SSR hvis du kan klare mosten
- Archived version of DMOZ/Open Directory om Hjemmeværnet / SSR
- Artikler og historiske dokumenter m.v. om SSR
- Berlingske: Frømandskorpset blåstempler hjemmeværnets folk (SSR)
- Ekstrabladet: Hjemmeværnets elite bliver til serie på TV2
- Forsvarschefen lykønsker SSR i anledning af 50 års jubilæet i 2009
- Fotos af SSR (Flickr)
- Videoer fra SSR (YouTube)
- Uofficiel hjemmeside om SSR og andre danske specialenheder
- Patruljekompagniet

| Militær | Spire Denne artikel om militær er en spire som bør udbygges. Du er velkommen til at hjælpe Wikipedia ved at udvide den. |

1. ↑  Hjemmeværnets Uniformsbestemmelser, UBHJV, HJKBST 403-001 2019-10, punkt 4.7
2. ↑  10 år med internationale opgaver
3. ↑  Ny chef SSR og overflytning til Landsdelsregion Øst

55°52′27″N 12°25′48″Ø / 55.874153°N 12.429953°Ø